# Poecilia gillii
Poecilia gillii — невелика риба з родини пецилієвих ряду коропозубоподібних.

## Морфологія
Самці в цілому можуть досягати 6 см завдовжки, а самки — 10,5 см.

## Поширення
Поширений у річках атлантичного басейну Центральної Америки: від Гватемали до Коста-Рики. Також зустрічається в Панамі.